# Rod Argent
Rodney Terence "Rod" Argent (St. Albans, Hertfordshire; 14 de junio de 1945) es un músico, cantante, compositor y productor discográfico británico. En una carrera de más de 50 años, Argent saltó a la fama a mediados de la década de 1960 como teclista, fundador y líder de la banda de rock británica The Zombies, y pasó a formar el grupo Argent tras la primera ruptura de The Zombies.
Argent es uno de los principales compositores de la música de The Zombies y realizó importantes contribuciones líricas a las canciones de la banda. Como teclista de la banda, utilizó diversos instrumentos, como el Mellotron, el clavicordio y el órgano.
Además de su trabajo con los Zombies y Argent, Argent ha hecho música para series de televisión, ha sido músico de sesión, ha producido álbumes de otros artistas y ha tenido una carrera en solitario que ha incluido tres álbumes de estudio: Moving Home, Red House y Classically Speaking. Argent ingresó en el Salón de la Fama del Rock and Roll como miembro de The Zombies en Brooklyn en marzo de 2019.

## Primeros años
Argent nació en St. Albans, Hertfordshire, en el seno de una familia de clase trabajadora. Su padre, Les Argent, era un ingeniero aeronáutico que mecanizaba piezas en la fábrica de aviones De Havilland; también había sido el líder de dos bandas de baile semiprofesionales, el Les Argent Quartet y Les Argent and his Rhythm Kings. Aunque su padre no le enseñó música, Argent creció oyéndole tocar el piano vertical en la casa familiar. La madre de Argent era una de ocho hijos, y Argent creció con "una importante red de primos, tíos y tías" que vivían en el pueblo.
Decidió dedicarse a la música "a los ocho o nueve años", y de niño cantó como corista en el coro de la catedral de St Albans. Durante su estancia en la escuela de St Albans, conoció a Paul Atkinson y Hugh Grundy. Argent, Atkinson y Grundy tocaron juntos por primera vez en una jam en la Semana Santa de 1961 en St Albans.
Argent quería formar una banda e inicialmente pidió a su primo Jim Rodford que se uniera como bajista. Rodford estaba tocando en una banda local llamada Bluetones en ese momento, así que declinó. Colin Blunstone y Paul Arnold se unieron a la nueva banda a principios de 1961, cuando los cinco miembros aún estaban en la escuela. Arnold se marchó poco después y fue sustituido por Chris White. Después de que la banda ganara un concurso local, grabaron una maqueta como premio. La canción de Argent "She's Not There" les consiguió un contrato de grabación con Decca Records.

## Carrera

### The Zombies
Además de tocar el piano y los teclados en The Zombies, Argent fue (con White) uno de los dos principales compositores del grupo, autor de los éxitos "She's Not There", "Tell Her No" y "Time of the Season", entre otros. Al principio, Argent era el cantante principal del grupo, con Blunstone a la guitarra. Cuando el talento de Argent para el teclado se hizo evidente, se convirtió en el teclista a tiempo completo del grupo, cediendo el papel de cantante principal a Blunstone. El grupo siguió grabando durante la década de 1960, pero se disolvió en diciembre de 1967, supuestamente por desacuerdos con la dirección.

### Argent
Tras la disolución de la banda, Argent formó el grupo Argent, que tuvo un álbum de éxito en 1972 con All Together Now, que contenía el sencillo "Hold Your Head Up". Su solo de Hammond B3 en ese tema es citado por Rick Wakeman como el mejor solo de órgano de la historia. La banda también grabó la versión original del himno del rock "God Gave Rock and Roll to You", escrita por el vocalista Russ Ballard, que posteriormente fue versionada por otros artistas como Petra y Kiss. El primer álbum de Argent incluía la canción "Liar" (también compuesta por Ballard), que se convirtió en un éxito para Three Dog Night. En 1976, la banda se disolvió.

### Carrera como solista
En 1978, Argent publicó su primer álbum en solitario Moving Home con muchos músicos conocidos, como Gary Moore, el batería de Genesis Phil Collins y el bajista de Weather Report Alphonso Johnson. En 1980, escribió un musical titulado Masquerade que se estrenó en Londres en 1982. En 1988, publicó otro álbum en solitario, Red House.
Argent pasó a tocar los teclados con varios músicos, incluyendo el piano en la canción principal del álbum Who Are You de The Who, y en Variations con Gary Moore, Julian Lloyd Webber y Andrew Lloyd Webber. En la década de 1980 comenzó a escribir para la televisión, incluyendo el tema de It'll Be Alright On The Night. En 1986, compuso el tema musical para la cobertura de la ITV de la Copa Mundial de la FIFA de 1986, Aztec Gold, que lanzó como sencillo bajo el nombre de Silsoe. También en 1986, compuso el tema musical de The Two of Us de la ITV y de la serie Bust de la LWT de 1987. Dos años más tarde, la composición de Argent/Van Hooke "Goal Crazy" fue utilizada por The Match de la ITV desde 1988 hasta 1992. Argent también compuso el tema musical de la comedia de ITV (LWT) The Piglet Files, que se emitió de 1990 a 1992.
En 1987, Argent formó una productora con el ex baterista de Van Morrison, Peter Van Hooke, que produjo a varios artistas. En 1995, Argent produjo el álbum debut de Soraya, On Nights Like This, y su segundo álbum, Wall Of Smiles. Otros álbumes que produjeron los socios fueron Ancient Heart (1988) de Tanita Tikaram, Late Night Grande Hotel (1991) de Nanci Griffith, Painted Desert Serenade (1993) de Joshua Kadison y Healing Bones (1994) de Jules Shear.
En 1999, Argent grabó un álbum para piano solo, Rod Argent Classically Speaking, en el que tocaba Estudios de Chopin y música de Ravel, Bach y Grieg, así como tres composiciones propias. En 2006, Argent se unió a Hamish Stuart, Richard Marx, Billy Squier, Edgar Winter y Sheila E. para realizar una gira con Ringo Starr & His All-Starr Band.

### Reunión de The Zombies
En 2004, Argent y Colin Blunstone grabaron un nuevo álbum, As Far as I Can See..., al estilo de The Zombies. Un álbum posterior y el DVD Colin Blunstone & Rod Argent of the Zombies Live at the Bloomsbury Theatre recibieron críticas favorables, al igual que su gira por Estados Unidos en 2007. Un crítico señaló: "The Zombies, todavía liderados por el mago original del teclado Rod Argent y con la voz de seda ahumada de Colin Blunstone, es la mejor banda de los 60 que sigue de gira y que no tiene a Mick Jagger como líder".
Argent siguió de gira con Colin Blunstone como The Zombies, y en abril de 2009 los miembros originales supervivientes de la banda dieron cuatro conciertos de reunión interpretando el álbum Odessey and Oracle. Esto llevó a una reunión de la banda. En una entrevista de 2015 con el periodista de PopMatters J.C. Maçek III sobre el último álbum de los Zombies, Still Got That Hunger, Argent dijo: "Still Got That Hunger es el primer álbum que realmente ha recuperado parte de la resonancia del sentimiento de un grupo. Ahora estamos tan unidos como grupo. Y todo el proceso se ha convertido en algo tan orgánico que estamos 100% contentos con el nombre de los Zombies y redescubriendo y tocando todo el material antiguo y, al mismo tiempo, esculpiendo un nuevo camino hacia adelante que también es muy, muy importante para nosotros."
En 2012, Argent participó en la inauguración de una placa azul en The Blacksmith's Arms, un pub de St Albans donde los Zombies se reunieron para su primer ensayo.

## Vida personal
Argent y su esposa Cathy se conocieron en una fiesta en 1967 y se casaron en 1972. Tienen dos hijos, Elesa y Mark.